# Puentedeva (parroquia)
Puentedeva (llamada oficialmente San Breixo de Pontedeva) es una parroquia y un lugar del municipio español de Puentedeva, en la provincia de Orense, Galicia.

## Toponimia
La parroquia también es conocida por el nombre de San Verísimo de Pontedeva.

## Organización territorial
La parroquia está formada por veintiuna entidades de población:
- Abelleira, que abarca los lugares de:
  - A Abelleira de Abaixo
  - A Abelleira de Arriba
- A Escusalla
- A Fontaíña
- Aldea de Deva
- A Ponte
- As Devesas
- A Senra
- A Trigueira
- A Veira
- Freáns (Fráns de Deva)
- Guidice
- O Poste
- O Regueiro
- O Saído
- Os Outeiriños
- Pontedeva
- Requeixo
- Valdumeira
- Xinzo de Deva

## Demografía

### Parroquia
| Gráfica de evolución demográfica de Puentedeva (parroquia) entre 2000 y 2023 |
|                                                                              |
| Datos según el nomenclátor publicado por el INE.                             |

### Lugar
| Gráfica de evolución demográfica de Pontedeva (lugar) entre 2000 y 2023 |
|                                                                         |
| Datos según el nomenclátor publicado por el INE.                        |